# Pałac Lucerna w Pradze
Pałac Lucerna – kompleks zabudowań mieszczący się w centrum Pragi, w górnej części Placu Wacława, na rogu ulicy Štěpánskiej i Vodičkovej.

## Historia
Obiekt został zbudowany przez Vácslava Havla, dziadka Václava Havla, późniejszego prezydenta Republiki Czeskiej. Jego budowa rozpoczęła się w 1907 i trwała do 1921. Początkowo zabudowania miały służyć jako stadion hokejowy, ale zmieniono koncepcję i powstał Pałac z niezwykle imponującymi wnętrzami i rozwiązaniami architektonicznymi. W 1909 otwarto tu kino, które od 1929 wyświetla filmy dźwiękowe (podczas okupacji niemieckiej pokazywano w nim nazistowskie filmy z wytwórni UFA, często w obecności występujących w nich aktorów).
Dzisiaj Pałac Lucerna pełni funkcję kulturalną. W jego skład wchodzi Wielka Sala, Kino Lucerna, Pasaż Handlowy z ekskluzywnymi markami światowych projektantów oraz bar muzyczny. W pałacu umieszczona jest rzeźba Koń Davida Černého. Działa tu także rzadkie urządzenie dźwigowe – paternoster. Latem udostępniane jest wejście na dach.

## Wielka Sala Pałacu Lucerna
Sercem Pałacu jest Wielka Sala mieszcząca się 3 piętra pod ziemią. Jest długa na 54 metry, szeroka na 25,5 metra oraz wysoka na 10 metrów. Jej kubatura wynosi 16.000 m³. Mieści ponad 4 tysiące ludzi. Odbywają się w niej koncerty muzyczne - występowali tu m.in.

- Karel Gott[3],
- Louis Armstrong,
- Josephine Baker,
- Gilbert Becaud,
- Enrico Caruso,
- Pau Casals,
- Ray Charles,
- Maurice Chevalier,
- Ema Destinnová
- Céline Dion,
- Bob Dylan,
- Ella Fitzgerald,
- Mireille Mathieu,
- Yves Montand,
- Siergiej Rachmaninow,
- Fiodor Szalapin,
- Tina Turner,
- Sarah Vaughan,
- Helena Vondráčková,

oraz 
- Beach Boys,
- Filharmonia Berlińska,
- Filharmonia Wiedeńska,
- Orkiestra Duke Ellingtona,
- Orchestra Benny’ego Goodmana[4].

## Galeria

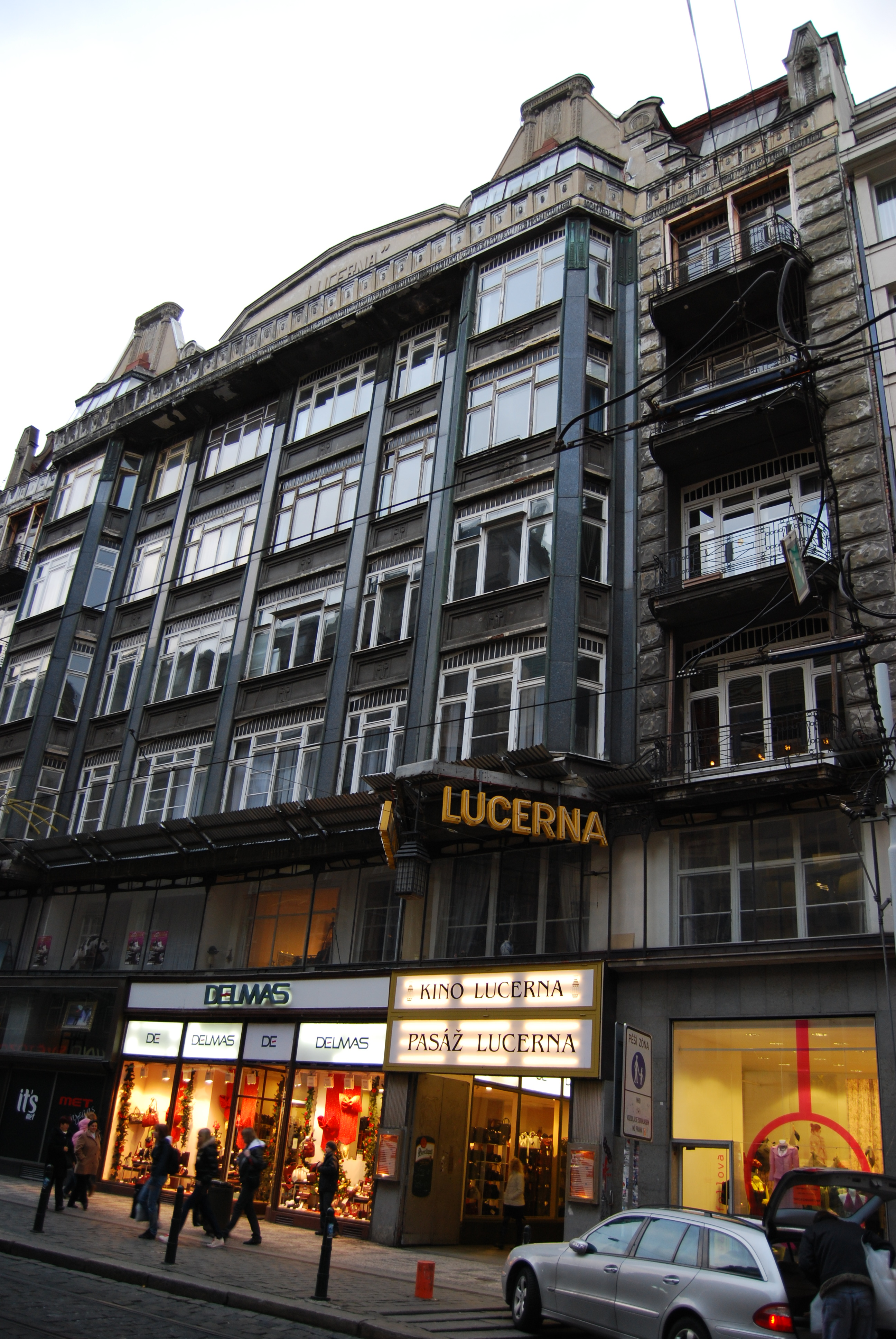
Widok z ul. Vodičkovej
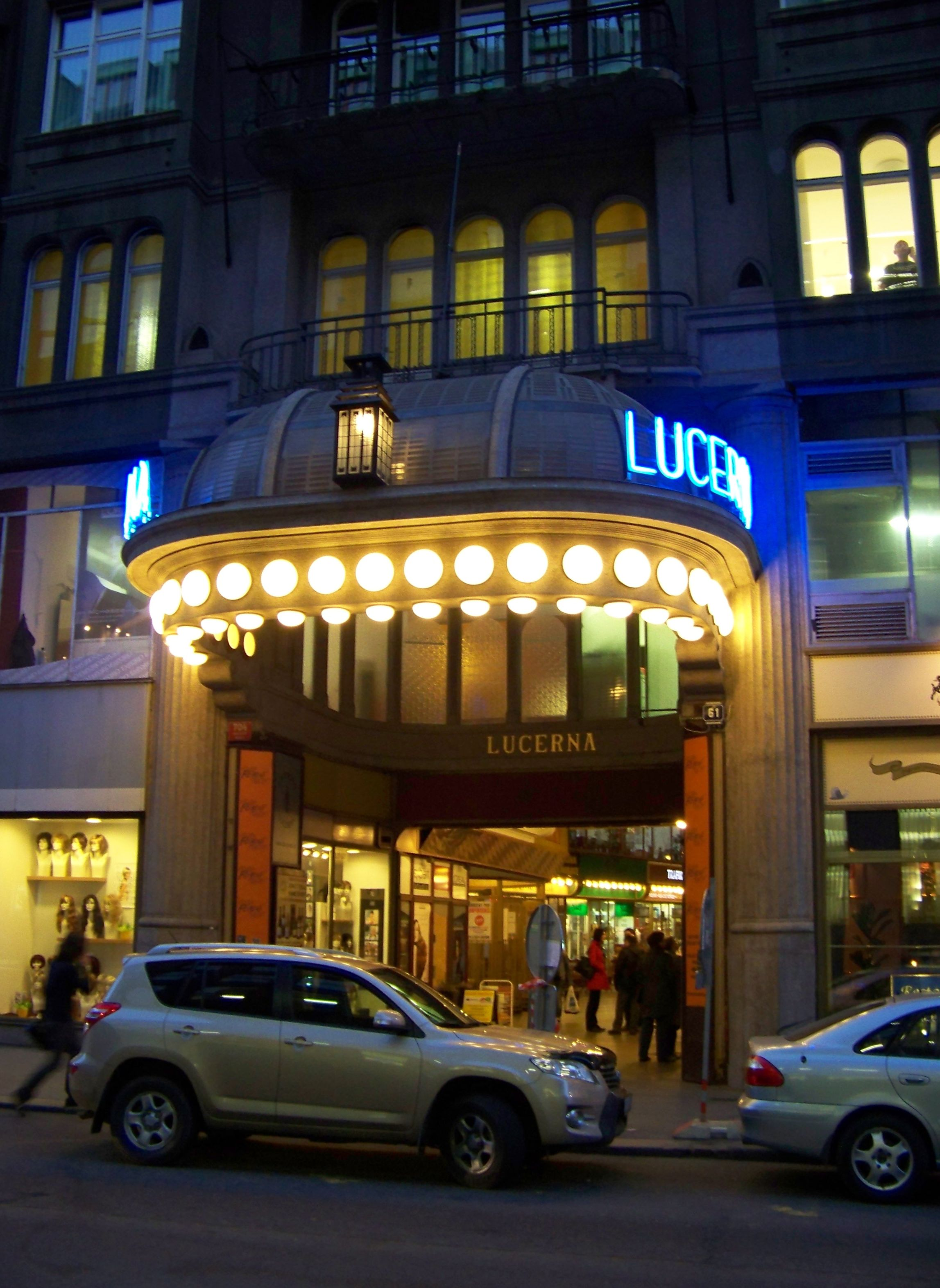
Wejście do pasażu z ul. Štěpánskéj
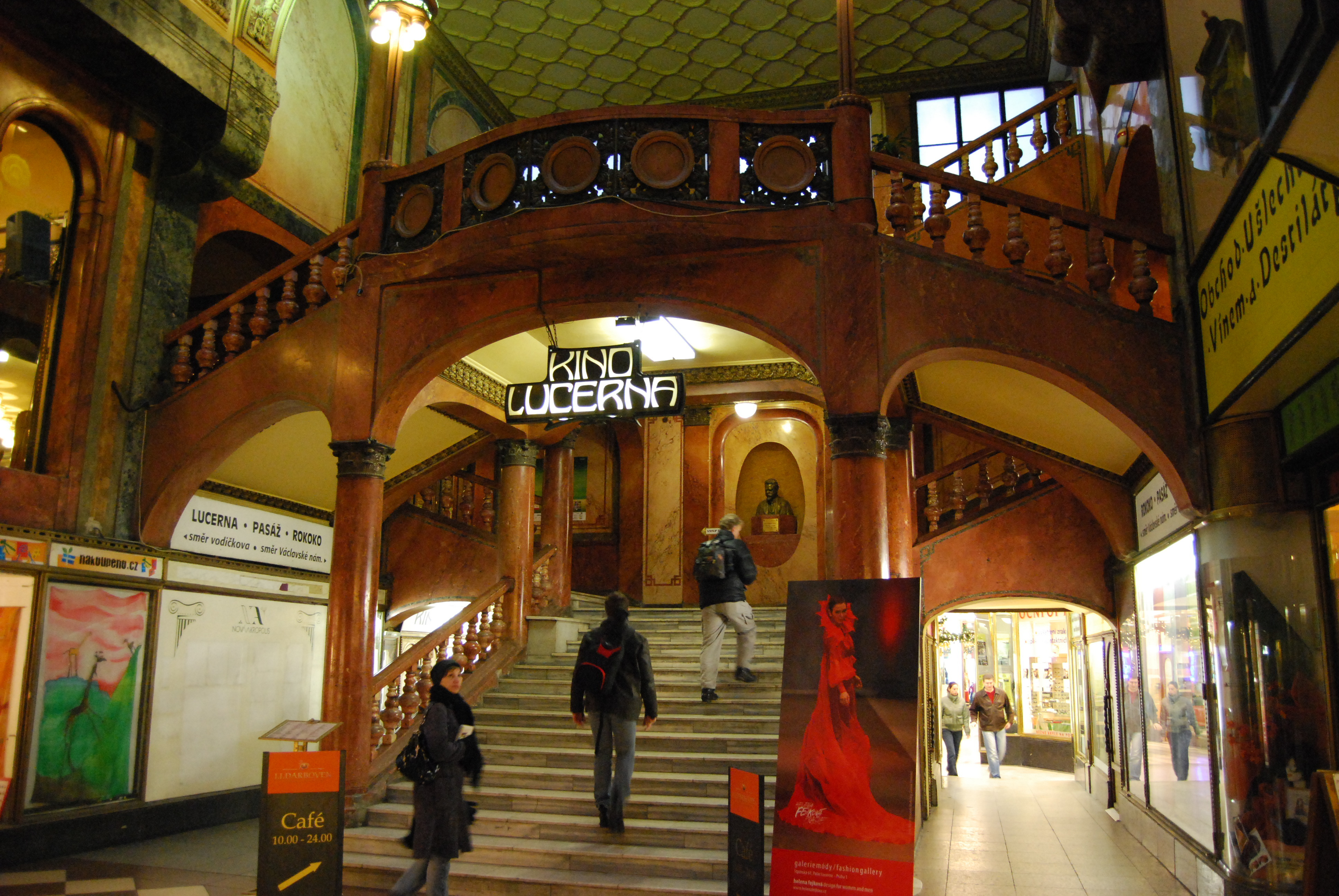
Wejście do kina
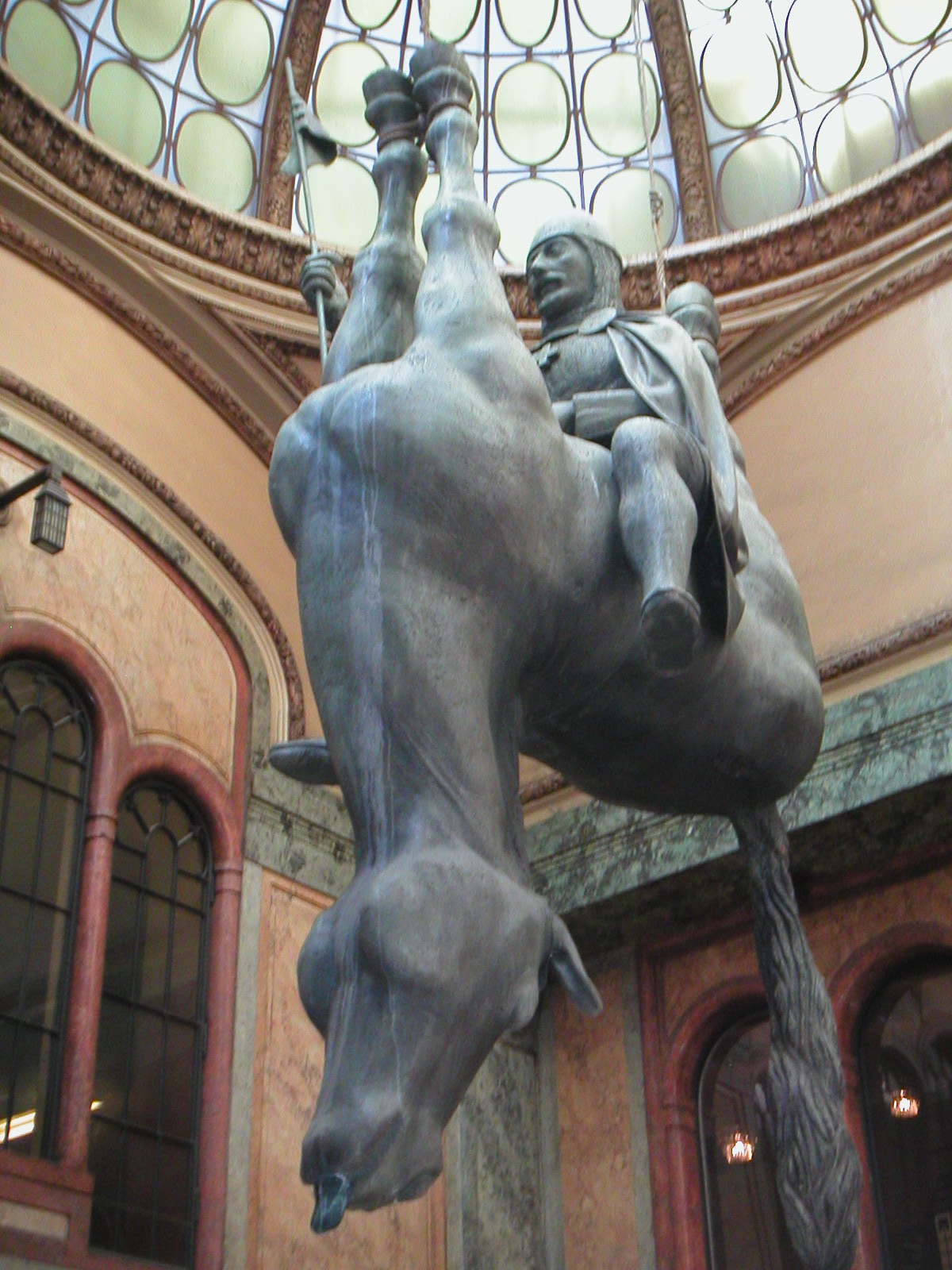
Prowokujący posąg Davida Černého w pasażu
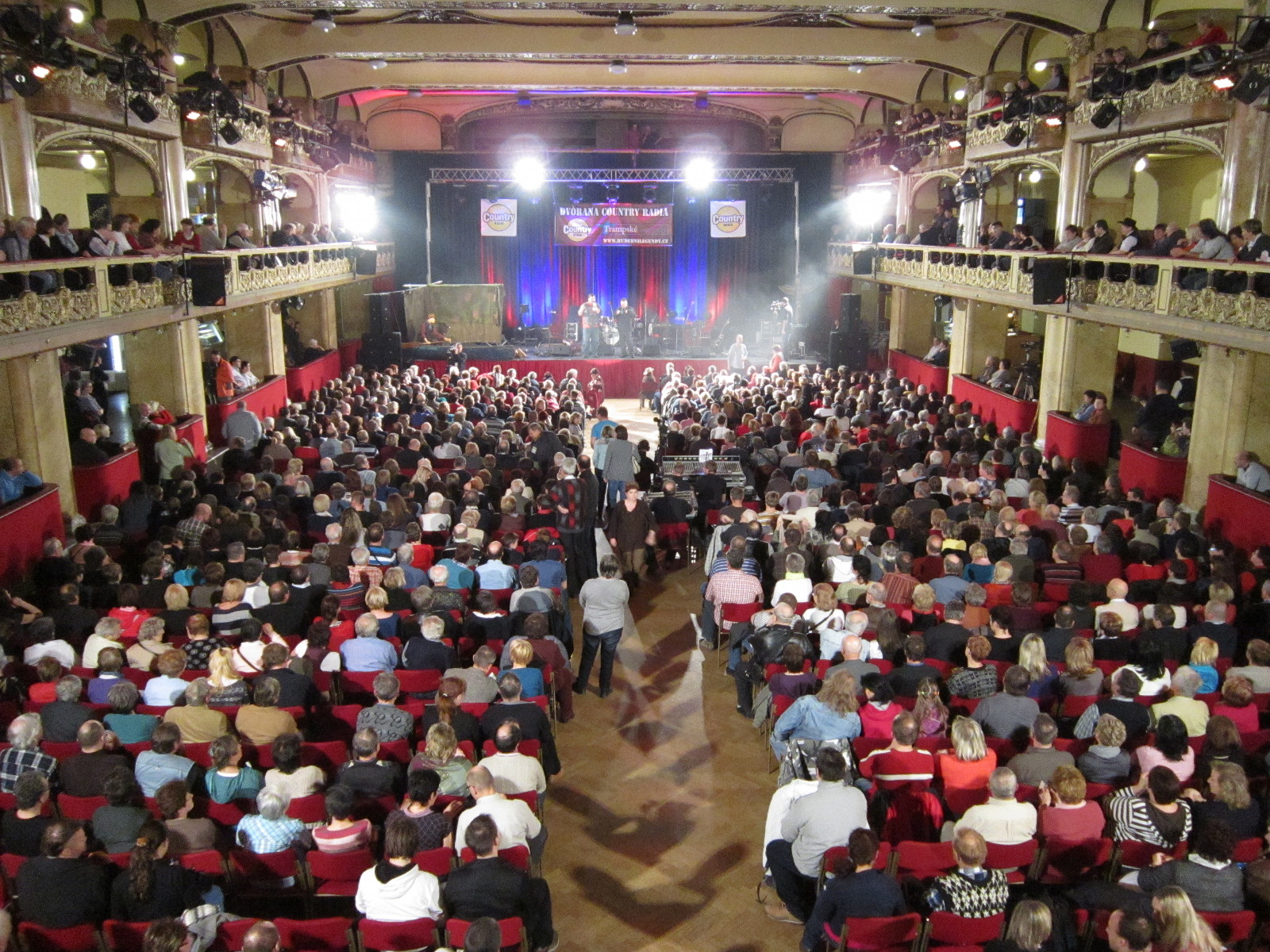
Wielka Sala Lucerny
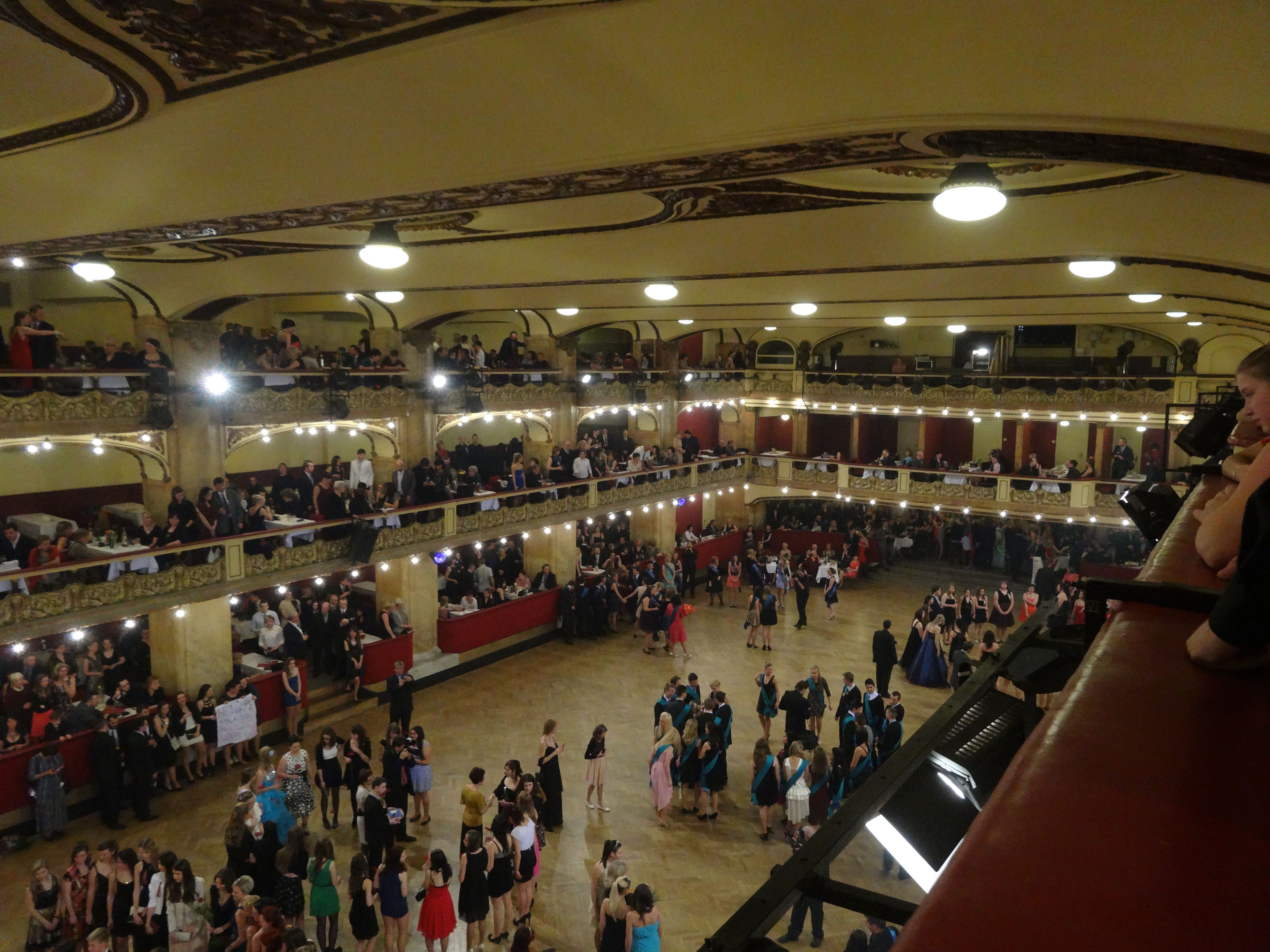
Bal maturalny w Wielkiej Sali w 2014
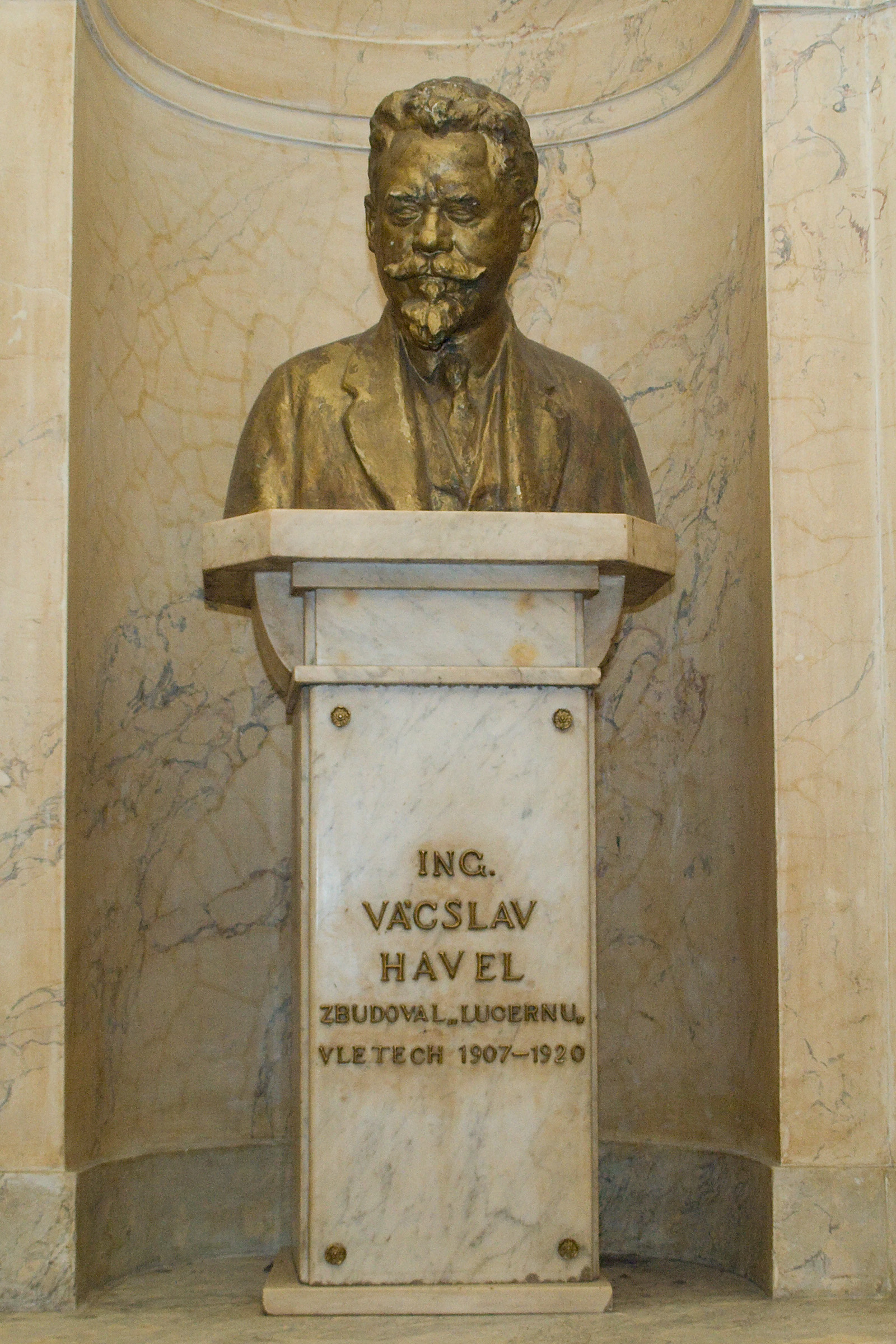
Popiersie założyciela Lucerny Vácslava Havla
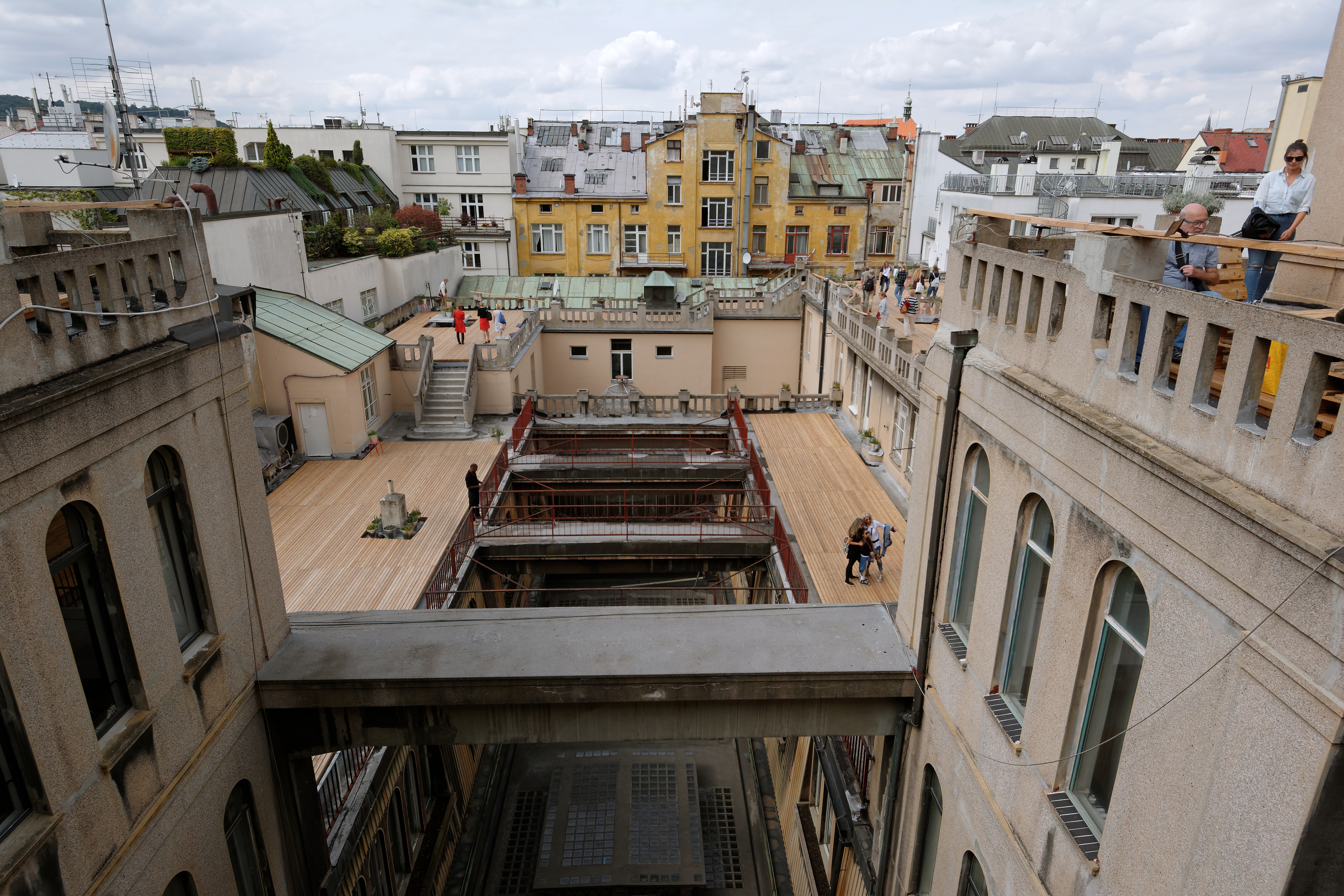
Dach pałacu